# Patriarchální farnosti ve Švédsku
Patriarchální farnosti ve Švédsku je kanonická správní struktura ruské pravoslavné církve na území Švédska.

## Administrativní dělení
V soustavě patriarchálních farností ve Švédsku se nachází 10 farností v jednom blahočiní.
Správcem farností je patriarcha moskevský a celé Rusi v jehož jménu koná zástupce Úřadu moskevského patriarchátu pro zahraniční instituce.

## Historie
Ruská pravoslavná církev je ve Švédsku zastoupena od roku 1617 díky stavbě prvního chrámu Přesvaté Bohorodice v Stockholmu, který byl postaven na základě Stolbovského míru.
Po Říjnové revoluci přešli farnosti podřízené ruské pravoslavné církvi pod Západoevropský exarchát, který byl od roku 1931 součástí Konstantinopolského patriarchátu.
Dne 24. prosince 2004 bylo rozhodnutím Svatého synodu zřízeno blahočiní.
V lednu 2007 rozhodla vláda Švédska o oficiální registraci Ruské pravoslavné církve.

## Seznam správců patriarchálních farností
- 2004–2009 patriarcha Alexij II.
- od 2009 patriarcha Kirill

### Blagočinní
- od 2004 protojerej Viktor Ljutik